# Zaun-Blättling
Der Zaun-Blättling (Gloeophyllum sepiarium, syn. Daedalea sepiaria, Lenzites crocata und L. sepiaria) ist eine Pilzart aus der Familie der Blättlingsverwandten (Gloeophyllaceae).

## Merkmale
Makroskopie

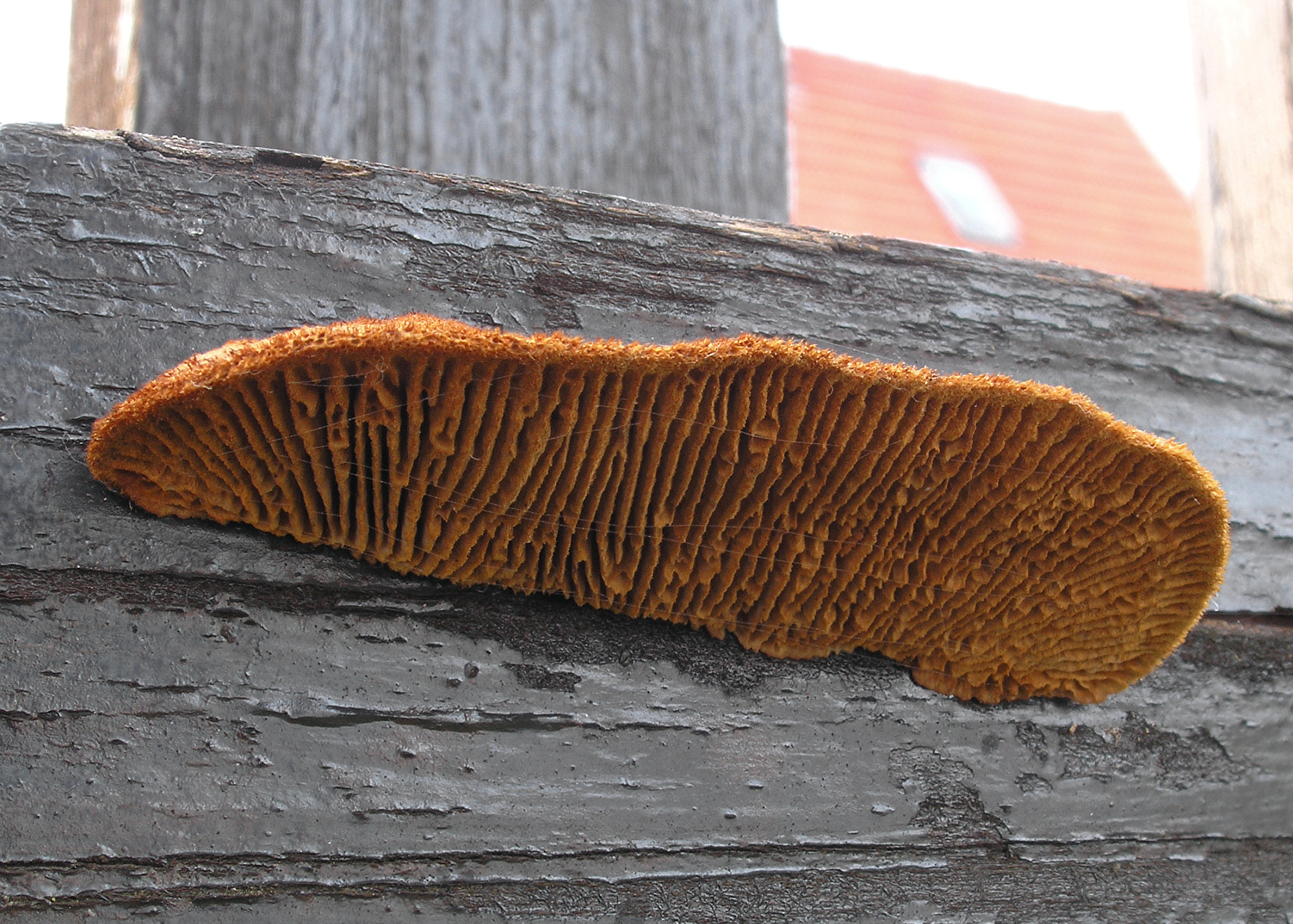
Das Hymenophor auf der Hutunterseite des Zaun-Blättlings ist lamellenartig ausgebildet und teils querverbunden.

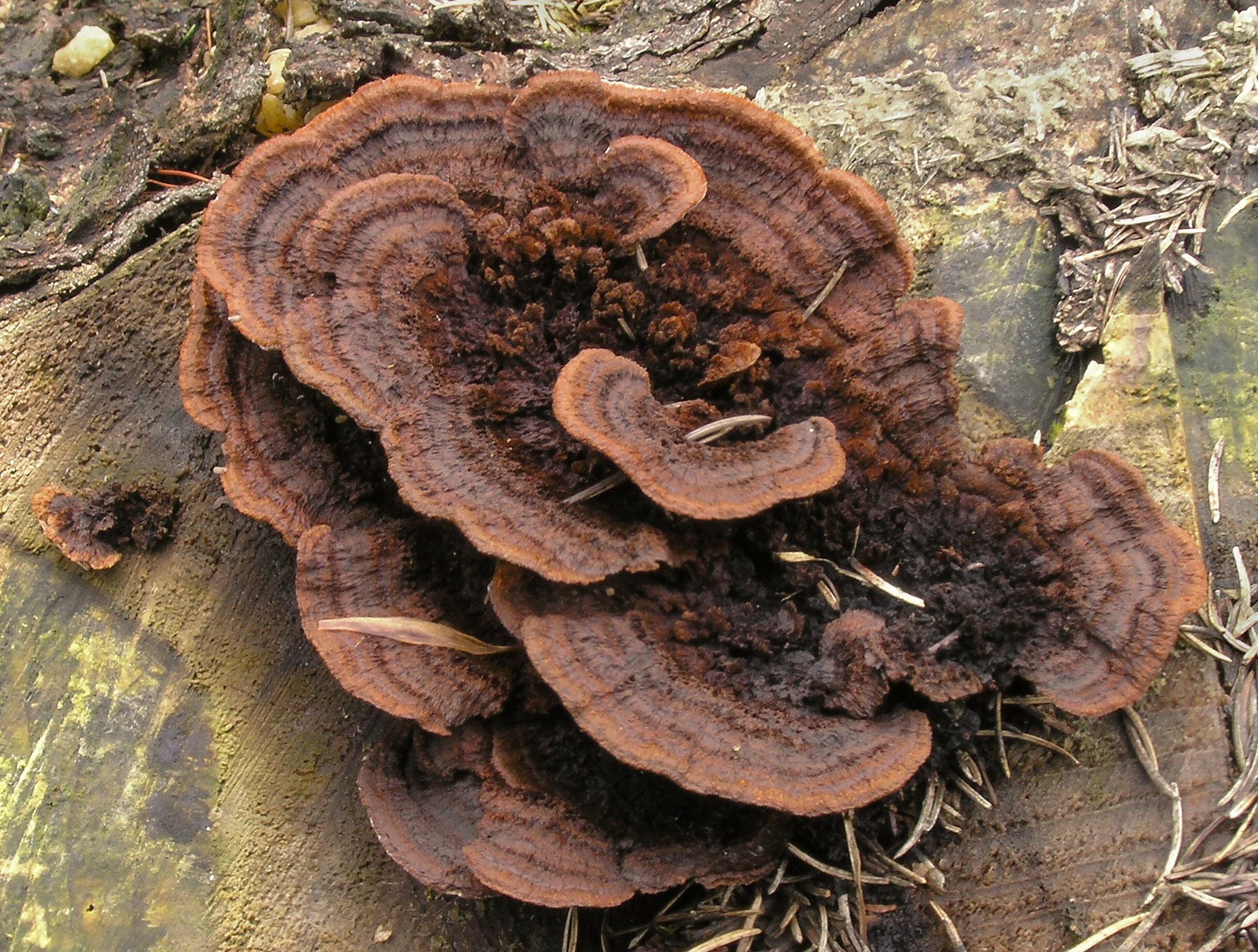
Überalterte, dunkelbraune Fruchtkörper des Zaun-Blättlings auf der Schnittfläche eines Fichtenstubben

Der Zaun-Blättling bildet ein- bis mehrjährige, sehr variable Fruchtkörper: Je nach Wuchsort sind diese halbkreis- (auf Stockoberflächen), fächer-, muschel- oder konsolenförmig. An senkrechten Substraten sind die Fruchtkörper häufig bandartig in Reihen angeordnet. An der Unterseite des Substrats können sie auch völlig flach ("resupinat") anliegen. Die Hutoberseite ist anfangs striegelig-filzig beschaffen und verkahlt mit zunehmendem Alter. Die Fruchtkörper sind konzentrisch wellig gezont und gefurcht. In der Mitte sind sie meist leicht gebuckelt. Die Hutoberseite ist zunächst leuchtend gelbbraun, später dunkler rötlichbraun bzw. rostbraun, im Alter und durch Sonneneinstrahlung kann die farbe zu Grautönen verblassen oder gänzlich schwarz werden. Die Zuwachskante ist bei wachstumsaktiven Fruchtkörpern weiterhin gelb bis gelbbraun. Das Hymenophor auf der Unterseite erinnert an Lamellen, die oft quer miteinander verbunden sind.
Mikroskopie
Das Hyphensystem ist trimitisch, es treten neben dünn- bis dickwandigen, septierten, schnallentragenden generativen Hyphen auch unseptierte, dickwandige Skeletthyphen und zusätzlich Bindehyphen auf. Die Bindehyphen sind jedoch sehr spärlich und können meist nur in älteren Bereichen der Trama gefunden werden.
Zystiden treten im Hymenium häufig auf. Sie sind dünn- bis im Alter dickwandig und messen 25–95 × 3–7 µm.
Die Basidien sind schmal keulenförmig und messen 18–40 × 4,5–7 µm. Einzelne sind stark verlängert und erreichen eine Länge von bis zu 110 µm. Sie sind gewöhnlich viersporig und haben eine Basalschnalle.
Die Sporen sind zylindrisch, farblos-hyalin, glatt, inamyloid und messen 8–11 (12) × 3–5 µm.
Sexualität
Der Zaun-Blättling ist heterothallisch und zeigt einen bipolaren Kreuzungstyp.

## Artabgrenzung
Der Zaun-Blättling ist mit seiner rostbraunen Farbgebung, der gelblichen Zuwachszone und den eng stehenden Lamellen (am Hutrand 15–20 Lamellen pro cm) leicht kenntlich. Der Tannen-Blättling (Gloeophyllum abietinum) zeigt mehr warm braune Fruchtkörperfarben ohne Rostton, keine gelbe Zuwachszone und hat mit nur 8–13 Lamellen pro cm am Hutrand weiter entfernt stehende Lamellen. Der Balken-Bättling (Gloeophyllum trabeum) ist durch seine noch dichter als beim Zaun-Blättling stehenden Lamellen, die viel stärker anastomisieren und so labyrinthische Poren bilden, leicht unterscheidbar. Zudem ist seine Hutoberseite glatter, nicht so filzig-striegelig, blasser gefärbt und die Konsistenz ist weicher.

## Ökologie

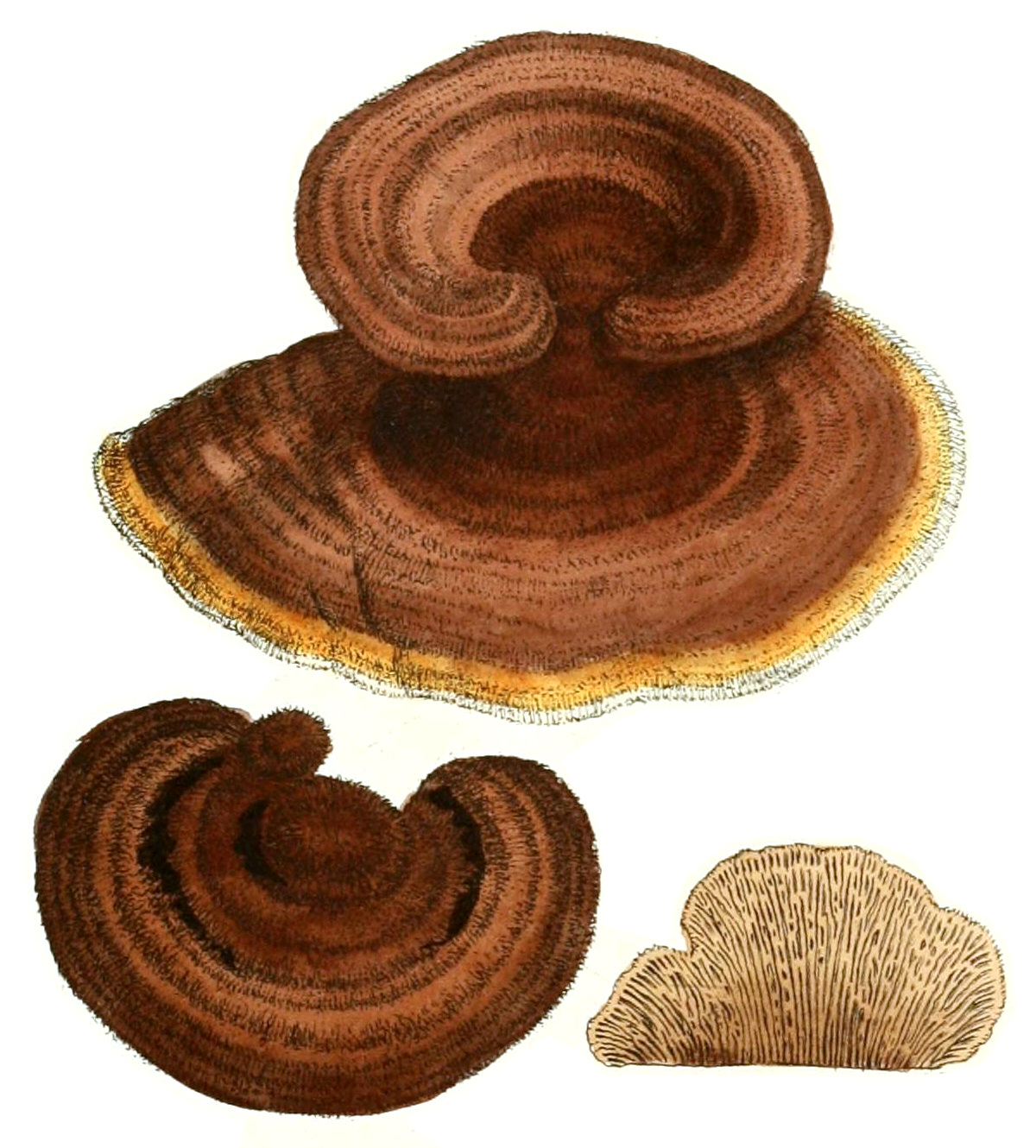
Illustration aus James Sowerbys „Coloured Figures of English Fungi or Mushrooms“

Der Zaun-Blättling ist ein holzbewohnender Saprobiont, der hauptsächlich Nadelholz – vor allem Fichte (Picea) – besiedelt. Er hat aber ein sehr breites Substratspektrum, darunter neben Fichte auch Tanne (Abies), Zypresse (Cupressus), Wacholder (Juniperus), Lärche (Larix) und Kiefer (Pinus), in Nordamerika zudem Douglasie (Pseudotsuga), Sumpfzypresse (Taxodium) und Hemlocktanne (Tsuga). Der Zaunblättling besiedelt, wenn auch seltener, in Europa ebenfalls Laubhölzer wie Erle (Alnus), Birke (Betula), Buche (Fagus), Pappel (Populus), Prunus, Eiche (Quercus), Weide (Salix) und Sorbus.

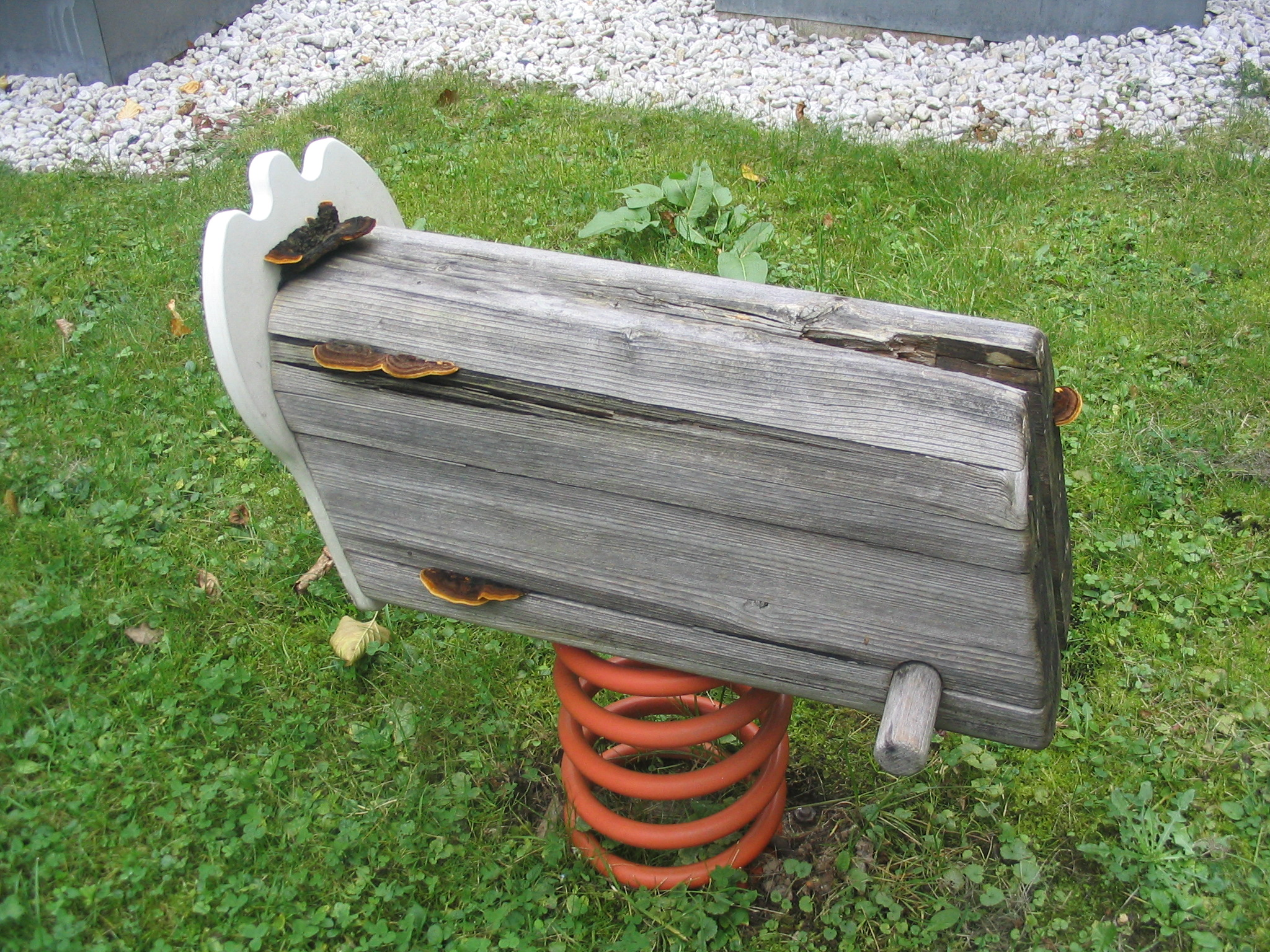
Ein vom Zaun-Blättling befallenes Spielgerät für Kinder – der Pilz bevorzugt trockene und sonnige Standorte.

Das Myzel des Pilzes verursacht im befallenen Holz eine intensive würfelige Braunfäule. Das Myzel wächst – geschützt und von außen unsichtbar unter der durch Besonnung festen Decke – in abgestorbenem und entrindetem Holz, das besonders sonnen- und windexponiert ist und im Sommer stark erhitzt und ausgetrocknet wird. Auch verbautes Holz wird als Substrat angenommen. So werden auch Zaunstangen, Geländer, Beet- oder Sandkasteneinfassungen, Spielgeräte, Bänke etc.besiedelt. In Druckkesseln mit Holzschutzmittel imprägniertes Nadelholz kann er offenbar nicht besiedeln.

## Verbreitung
In Deutschland kann der Zaun-Blättling an geeigneten Standorten fast überall gefunden werden. Die Nordgrenze des Verbreitungsareals ist in Europa in Norwegen bei 70° nördlicher Breite erreicht. Außerhalb Europas ist er in Nord- und Südamerika, Asien sowie Nord- und Südafrika verbreitet. Im Mittelmeergebiet kommt er seltener vor und fehlt anscheinend auf den Mittelmeerinseln, in Portugal und Ungarn.

## Bedeutung
Der Zaun-Blättling ist ein bedeutender Holzschädling. Durch seine Vorliebe für sonnenexponiertes, entrindetes Holz befällt er häufig verbautes Holz, welches dann durch die verursachte Braunfäule zerstört wird. Da der Pilz zuerst die inneren, feuchteren Bereiche besiedelt und relativ spät Fruchtkörper bildet, wird der Befall meist erst im weit fortgeschrittenen Stadium erkannt.